# Шайдер, Тимо
Шайдер, Тимо — немецкий автогонщик.
Тимо Шайдер родился 10 ноября 1978 г. Как и многие другие он начал свою карьеру с картинга, в 1989 г. В 1992 г. он выиграл Зимний Кубок Керпена, а через 2 года и Германский Кубок NRW. На следующий год, в 1995 г., он дебютировал в Кубке Формула Рено 1800 и выиграл его, а в следующем году занял 4е место в Рено 2000. В 1997 г. он переходит в Формулу 3, и занимает 2е место по итогам сезона, с 3мя победами, однако два последующих неудачных сезона ставят крест на его формульной карьере.

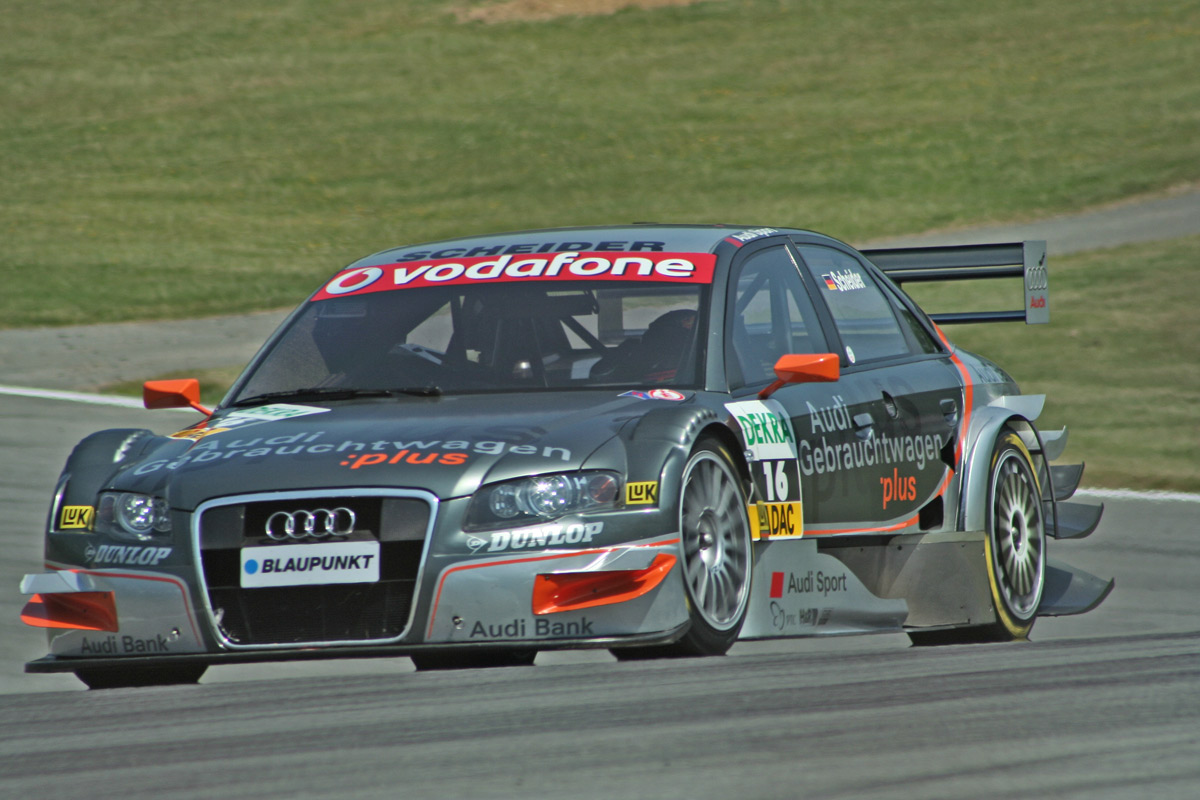
Шайдер за рулем годовалой Ауди (Team Rosberg) в 2006 г.

Следующие 5 лет он проводит в возрожденной серии ДТМ. Заняв в первый год 12е место, в следующем году он опустился на 19е, однако затем 3 года подряд занимал 8е. Пропустив сезон 2005 г., в 2006 г. он вернулся в ДТМ, выступая за Team Rosberg, а в 2007 г. перешёл в заводскую команду, добившись первого подиума.
Кроме ДТМ, Тимо выступает и в гонках ГТ. В 2003 г. он выиграл гонку 24 часа Нюрбургринга, а в 2005 г. занял второе место в чемпионате ФИА ГТ, победив в Стамбуле и гонке «24 часа Спа».